# Jay Tavare
Jay Tavare is een Amerikaanse acteur, die al verscheidene Indiaanse rollen gespeeld heeft in films zoals: een Seminole in Adaptation, een Apache in The Missing, een Cherokee in Cold Mountain en een Cheyenne in Into the West.  

## Jeugd
Hij werd geboren in een Navajo Reservaat, maar leefde tot zijn vijfde bij zijn grootmoeder in Arizona en Californië. Daarna werd hij geadopteerd en bracht zijn hele jeugd door in Europa. Hij werd naar een Britse kost school gestuurd door zijn "sponsor ouders'. Hij noemt hen zo omdat hij niet bij hen woonde, maar ze betaalden wel zijn rekeningen tot hij een sportbeurs kreeg in een Europese particuliere school.
Kort daarop speelde hij mee in verscheidene "Royal Command Performances". Rond die tijd won hij ook de World Free Style Dance Championship met zijn acrobatische breakdancing, elektrische popping routine. Daarnaast was hij ook nog choreograaf en producer van een Spaanse dansgroep genaamd Dance Warriors en werkte hij als club promotor en DJ. He sloot zich ook aan bij enkele bandjes, als zanger en percussionist, die over heel Europa optraden.
Hij had voordien als een kunnen proeven van acteren in Europese reclamespotjes, maar zijn carrière ging pas echt van start toen hij in de jaren 90 terugkeerde naar Amerika om lessen te volgen aan de American Film Institute. Zijn eerste rol was in de film Street Fighter, van Universal, waarin hij het personage Vega, de Spaanse matador, speelde. Op zijn website heeft Tavare gezegd dat hij het personage Vega onmiddellijk voor zijn ogen zag, toen hij het script gelezen had, als een flamboyante vechter die graag een show opvoert.

## Films
- Street Fighter (1994) (Vega)
- Executive Decision (1996) (Nabill)
- Unbowed (1999) (Waka Mani)
- Escape to Grizzly Mountain (2000) (Tukayoo)
- Adaptation (2002) (Matthew Osceola)
- The Missing (2003) (Kayitah)
- Cold Mountain (2003) (Swimmer)
- El Padrino (2004) (Speciale Agent Sanchez)
- Pathfinder (2006) (Black Wing)
- The Human Centipede III (Final Sequence) (2015) (Gedetineerde #346)